# وبعد (مسلسل)
وبعد، مسلسل كويتي، من إخراج وتأليف خلف العنزي. شارك في المسلسل عددًا من الفنانين، منهم: حياة الفهد، وخالد أمين، وسليمان الياسين، ولمياء طارق، وغيرهم.